# Daewoo Nexia
Daewoo Nexia — автомобиль малого и среднего класса (гольф-класса), разработанный южнокорейской компанией Daewoo Motors.
Nexia являлась модернизированной версией модели Daewoo Racer (выпускавшейся в 1986—1994 годах), которая в свою очередь являлась клоном модели Opel Kadett E (выпускавшейся в 1984—1991 годах). В 1996—1998 годах собиралась в Ростове-на-Дону, с 1996 по 2016 год производилась в Узбекистане, в городе Асака Андижанской области. Благодаря надёжности, большому объему багажника и доступности (новый автомобиль в 2012 году можно было купить за 280 тысяч рублей), Daewoo Nexia за всё время своего существования обрела большую популярность не только у автолюбителей в России, но и в других стран СНГ. Было выпущено более 500 000 штук.

## История

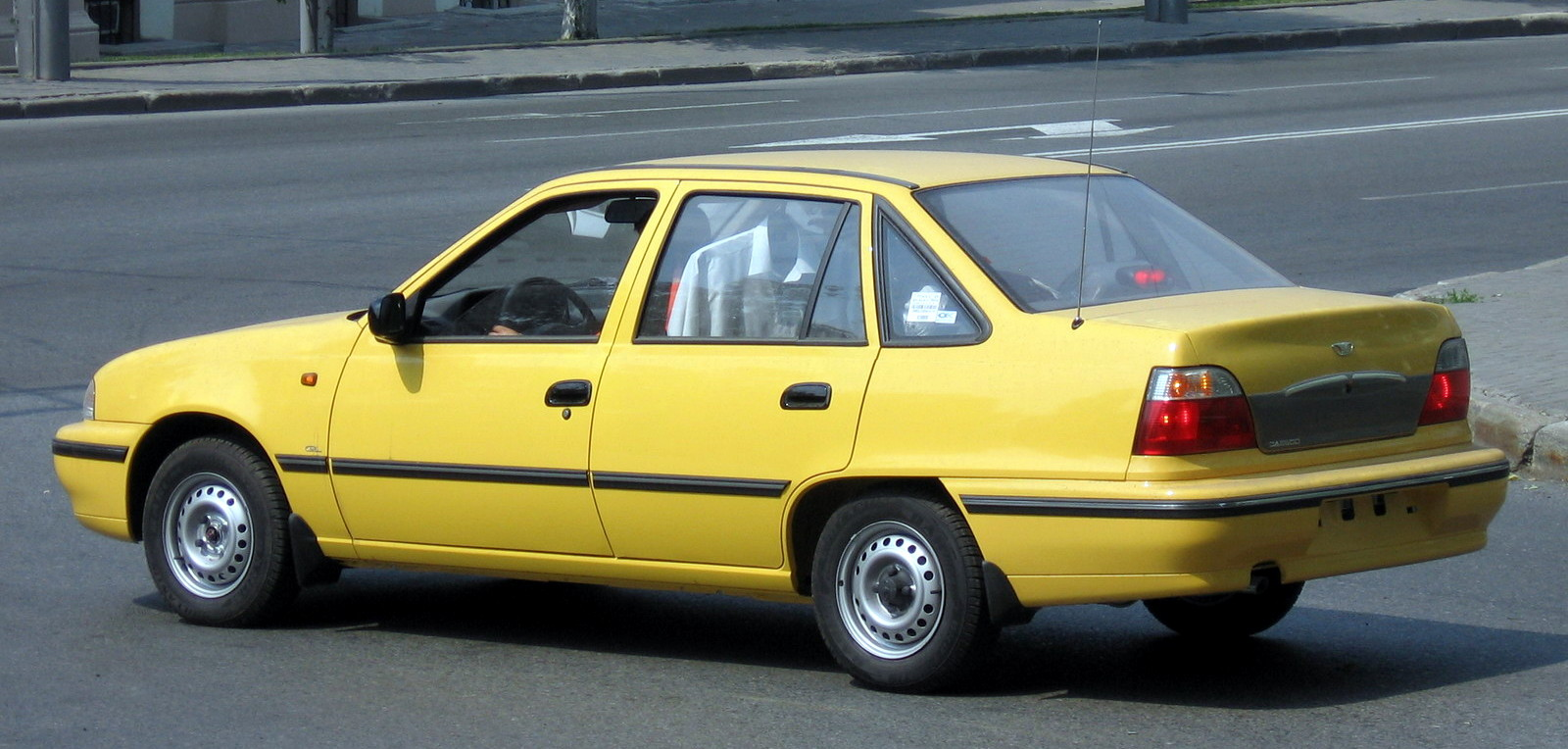
Nexia, рестайлинг 2002 года.

Daewoo Nexia — развитие Opel Kadett последнего поколения «E», который производился в Южной Корее под названием Daewoo Racer. После модернизации в 1994 году, уже после прекращения выпуска Opel Kadett E,  хетчбэк получил название Daewoo Cielo, а седан - Daewoo Nexia. Вскоре автомобиль с производства в Южной Корее был снят. С 1996 года Nexia производилась на филиалах (дочерних предприятиях) Daewoo в различных странах. В Россию и страны ближнего зарубежья поставлялись автомобили из Узбекистана, через сеть UzDaewoo компании GM Uzbekistan. С 1996 по 1998 годы крупноузловую сборку данной модели из корейских машинокомплектов производила финансово-промышленная группа «Донинвест» на ростовском заводе «Красный Аксай». До 2016 года автомобиль производился по полному циклу только в узбекском городе Асака Андижанской области. Часть комплектующих, включая сталь на элементы кузова, поставлялась из России от предприятия «Северсталь».
Автомобиль производился с кузовом седан. Автомобиль продавался в двух основных комплектациях: базовой GL и расширенной GLE (согласно терминологии дилеров, в комплектации «люкс»). Расширенная комплектация включала в себя как улучшенный внешний вид (декоративные колёсные колпаки, шильдики, тонированные в пределах ГОСТ 5727—88 атермальные стёкла, солнцезащитную полосу на лобовом стекле, окрашенные бамперы), так и ряд приборов для комфорта (улучшенные мягкие обивки дверей, тахометр, электрические стеклоподъёмники, электрический центральный замок всех дверей). Автомобиль мог оснащаться кондиционером и гидроусилителем рулевого управления. Nexia с 1996 года по 2002 год комплектовалась 1,5-литровым двигателем G15MF мощностью 55 кВт (75 л. с.), имевшим газораспределительный механизм с двумя клапанами на цилиндр и одним верхним распределительным валом (SOHC). Этот двигатель являлся базовым и практически копировал двигатель от Opel Kadett E.
В 2002 году был произведён первый рестайлинг уже узбекской версии машины:  был немного изменён экстерьер кузова, и был доступен новый более мощный двигатель. Двигатель A15MF являлся дефорсированным вариантом двигателя  от Daewoo Espero. Мощность двигателя составляла 85 л. с.(59 кВт), механизм газораспределения двухвальный (DOHC), с четырьмя клапанами на цилиндр. Неприятная особенность двигателя - при обрыве ремня ГРМ повреждаются клапаны, поэтому требуется его своевременная замена. Увеличенная энерговооружённость модели потребовала доработок ходовой части, тормозной системы. Модели с двигателем A15MF комплектовались 14-дюймовыми колёсами и другими передними тормозными суппортами. С введением каталитического нейтрализатора и регулирования состава смеси по сигналам λ-зонда оба двигателя стали отвечать требованиям токсичности Евро-2 и выпускались до 2008 года.

## Рестайлинг 2008 года
В 2008 году компания UzDaewoo провела рестайлинг модели. В основном были обновлены передний и задний бамперы и оптика, а также интерьер машины. Двигатели G15MF и A15MF не выполняли требования Евро-3, и сняты с производства, с заменой их на более современные двигатели A15SMS мощностью 80 л. с. от Chevrolet Lanos, а также F16D3 мощностью 109 л. с. от Chevrolet Lacetti. Автомобиль получил новую галогенную оптику с системой линз.  Рестайлинговая и дорестайлинговая модель производились только в кузове седан.
Выпуск данной модели прекращён в августе 2016 года.

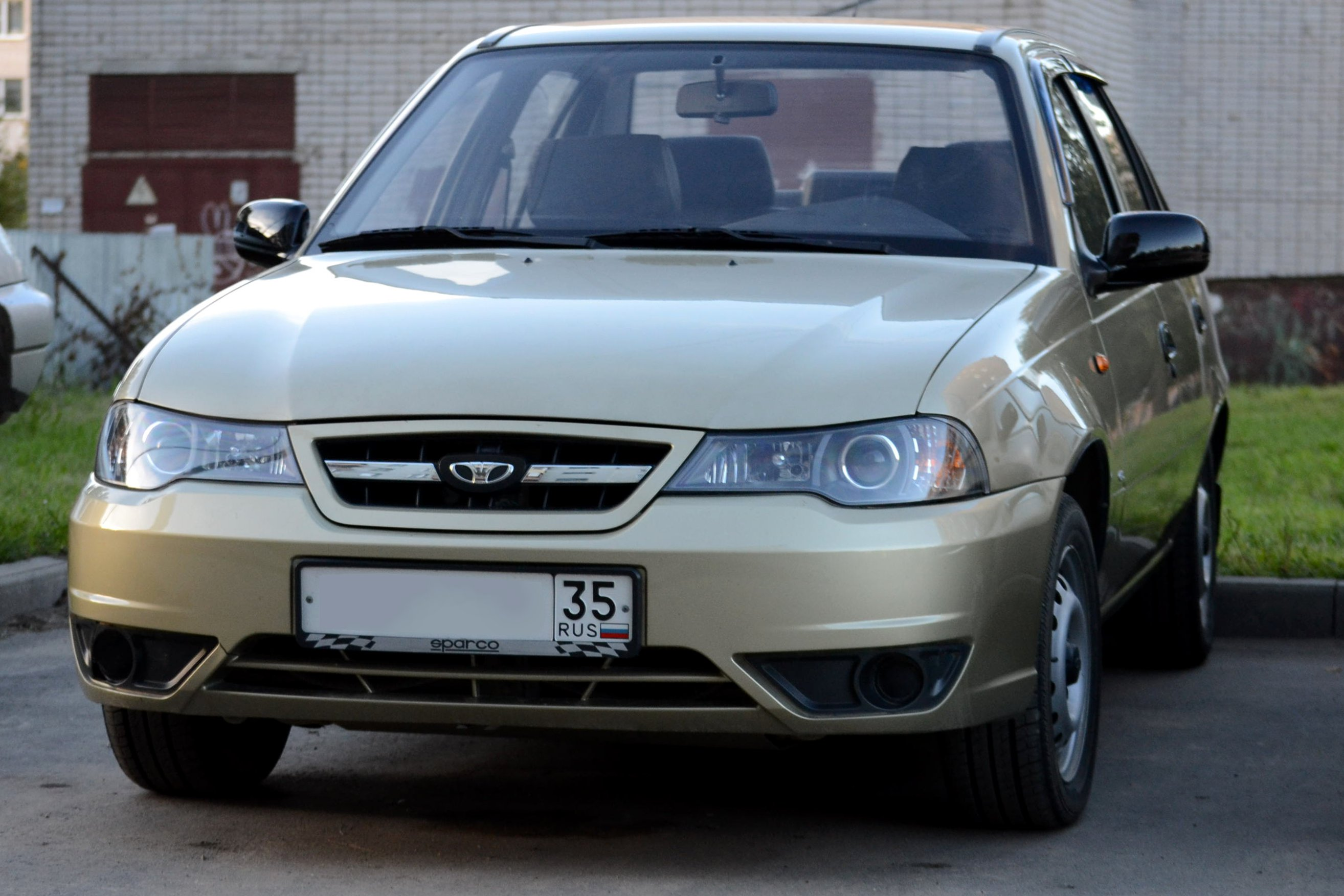
Nexia после рестайлинга
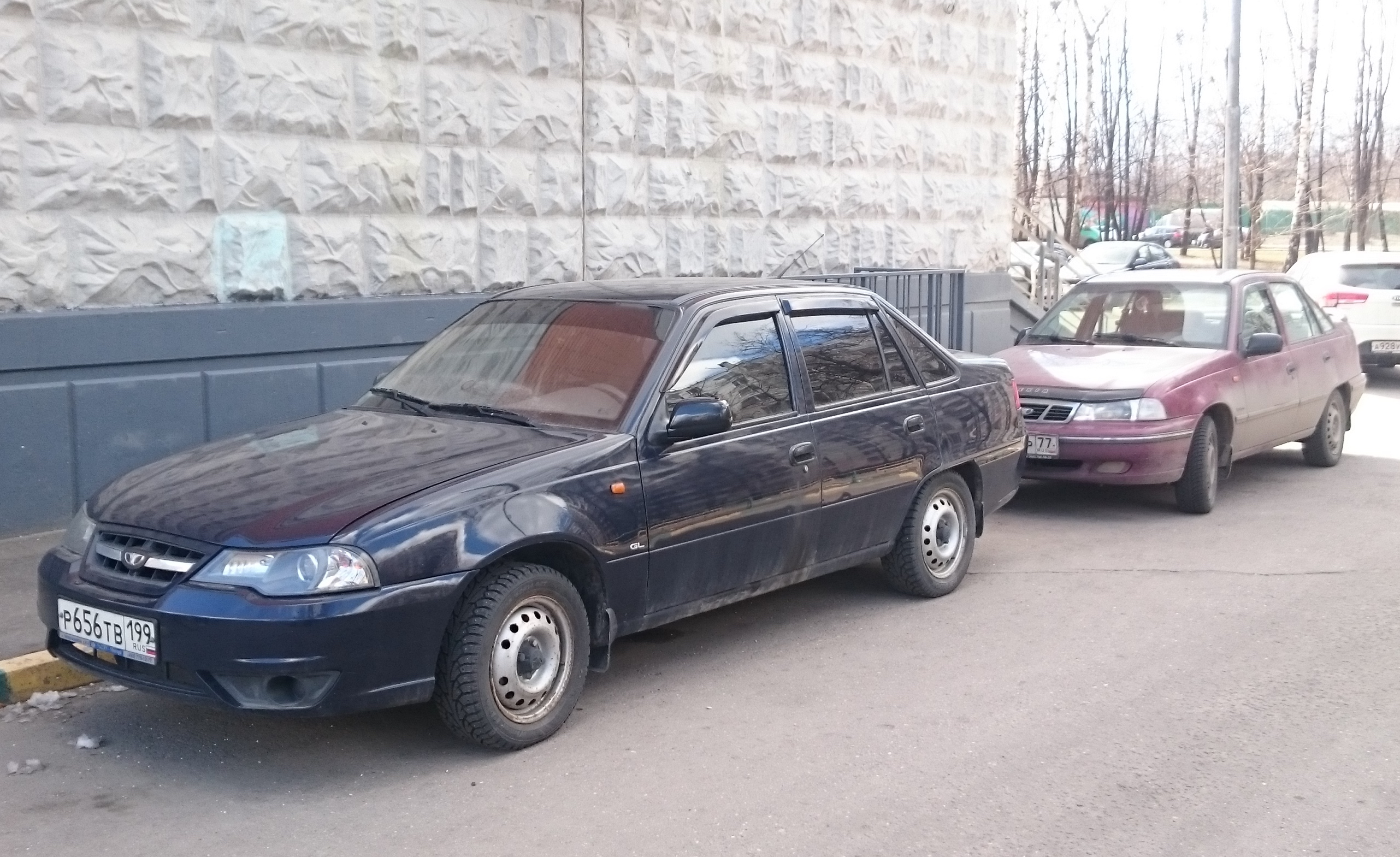
Nexia до (справа) и после (слева) рестайлинга

## Безопасность
Издание «Авторевю» в 2002 году решило провести краш-тест автомобиля по методике  близкой к EuroNCAP. При фронтальном ударе в сминаемый барьер с 40% перекрытием на скорости 64 км/ч Nexia набрала всего лишь 0,6 балла из 16. Причиной послужила низкая прочность панелей пола, а также слишком прочные передние лонжероны, что привело к отсутствию в кузове «сминаемых зон», что ранее привело к подобному результату для ИЖ-2126.
С другой стороны, дорестайлинговые модели имели передние и задние бамперы, выдерживающие столкновения на скоростях до 8 км/ч.
| ARCAP                                        |           |  |  |
|                                              |           |  |  |
|                                              | 0.6 из 16 |  |  |
| Протестированная модель: Daewoo Nexia (2002) |           |  |  |

## Галерея

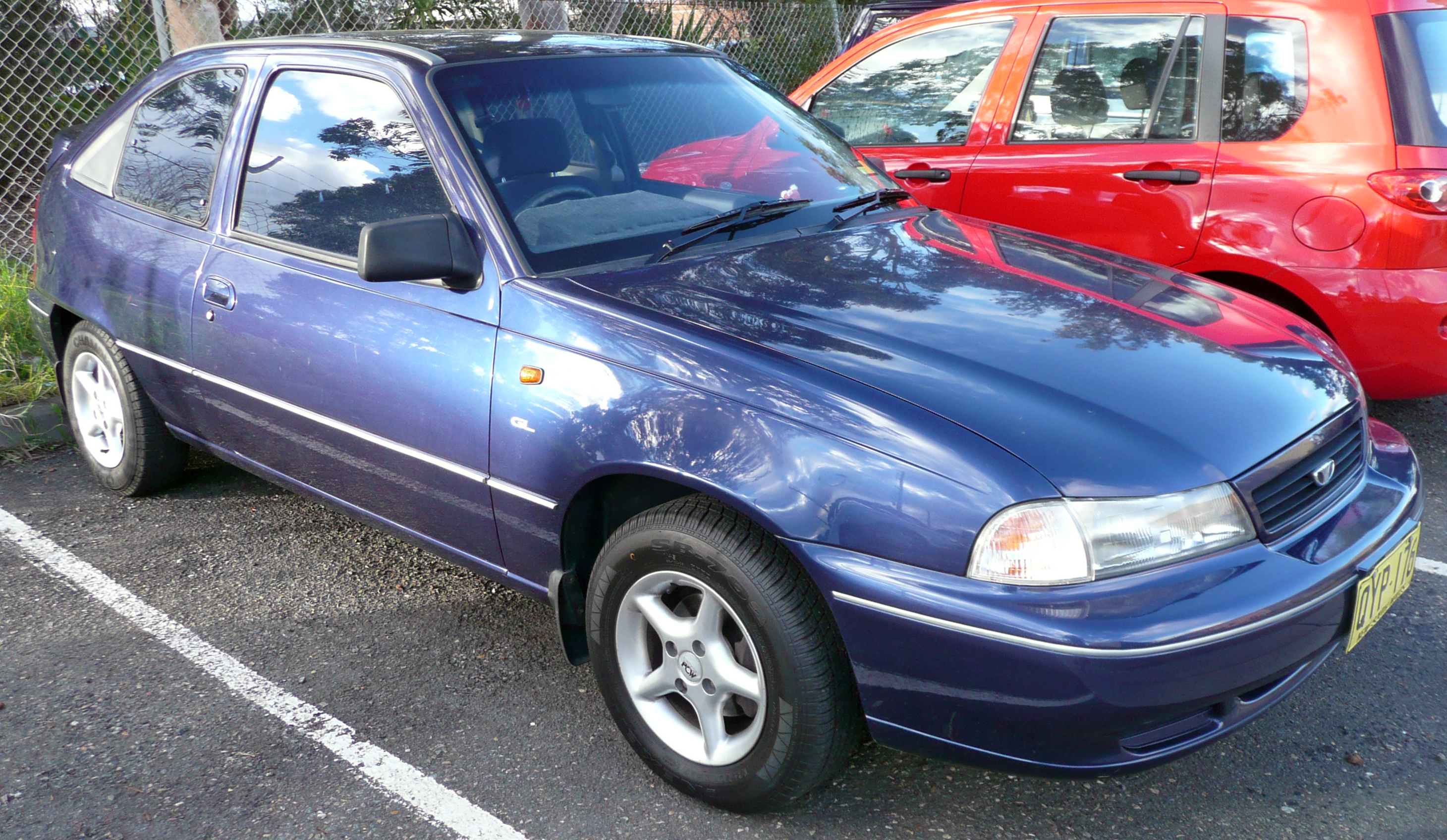
Daewoo Cielo, трехдверный хетчбэк.
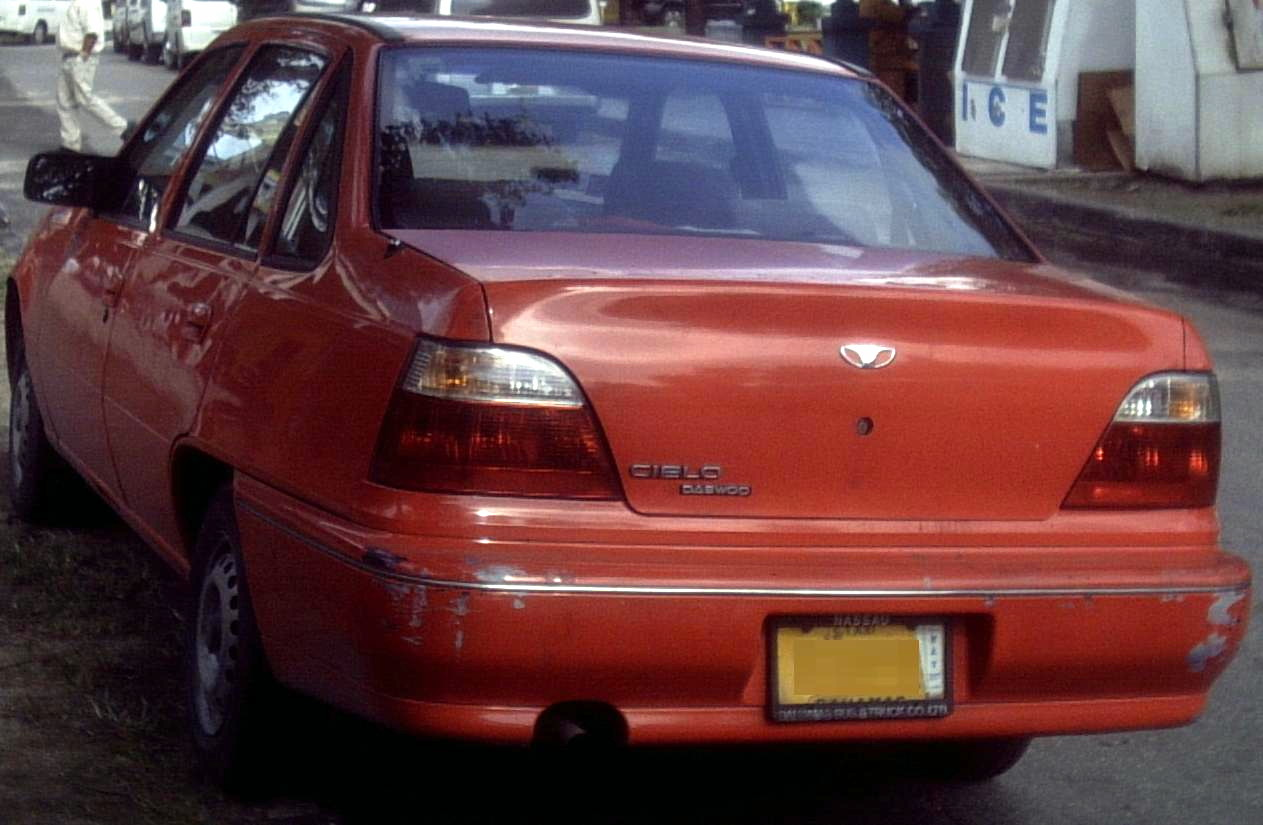
Daewoo Nexia, дорестайлинг.
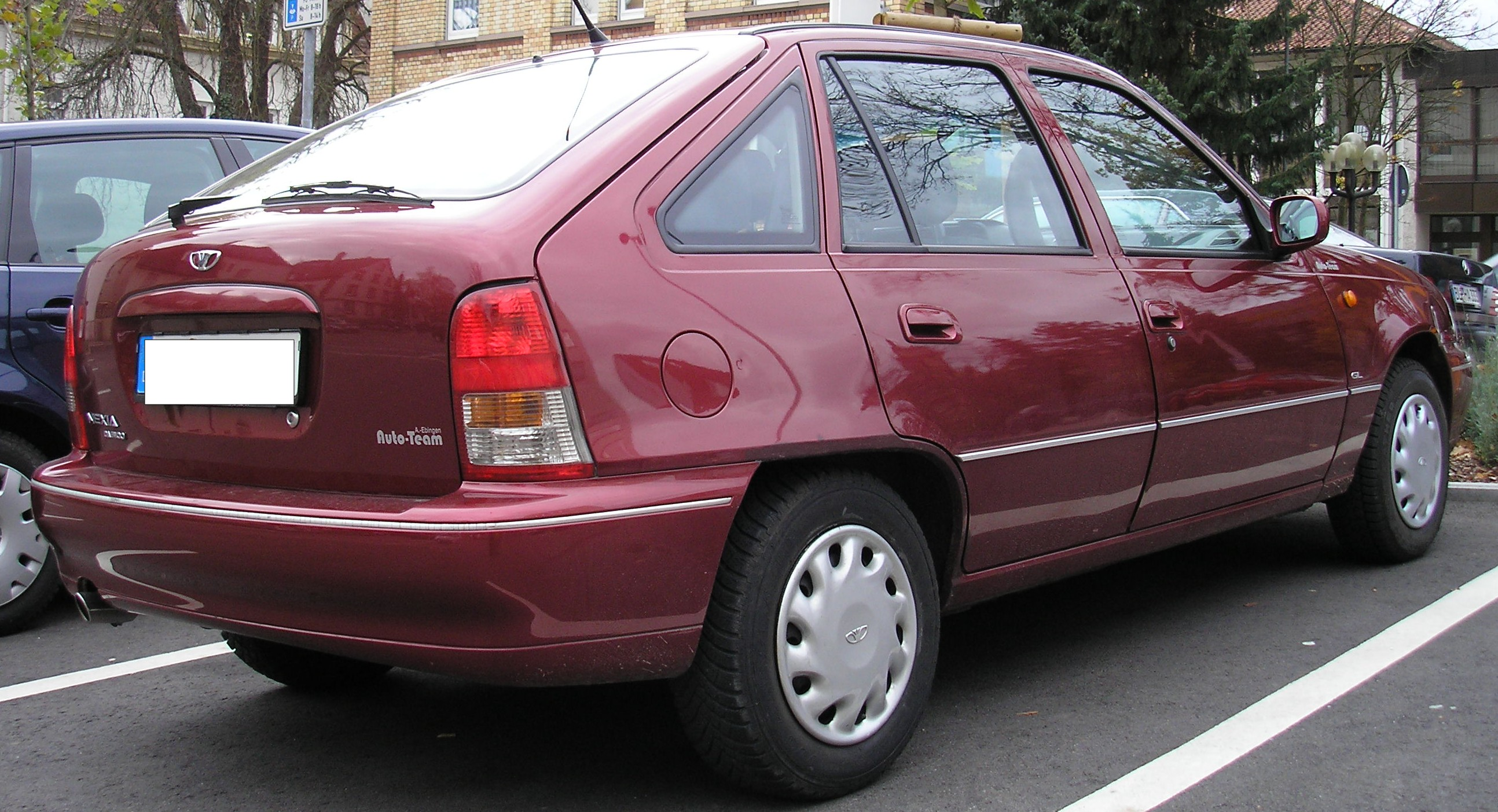
Daewoo Cielo, пятидверный хетчбэк.
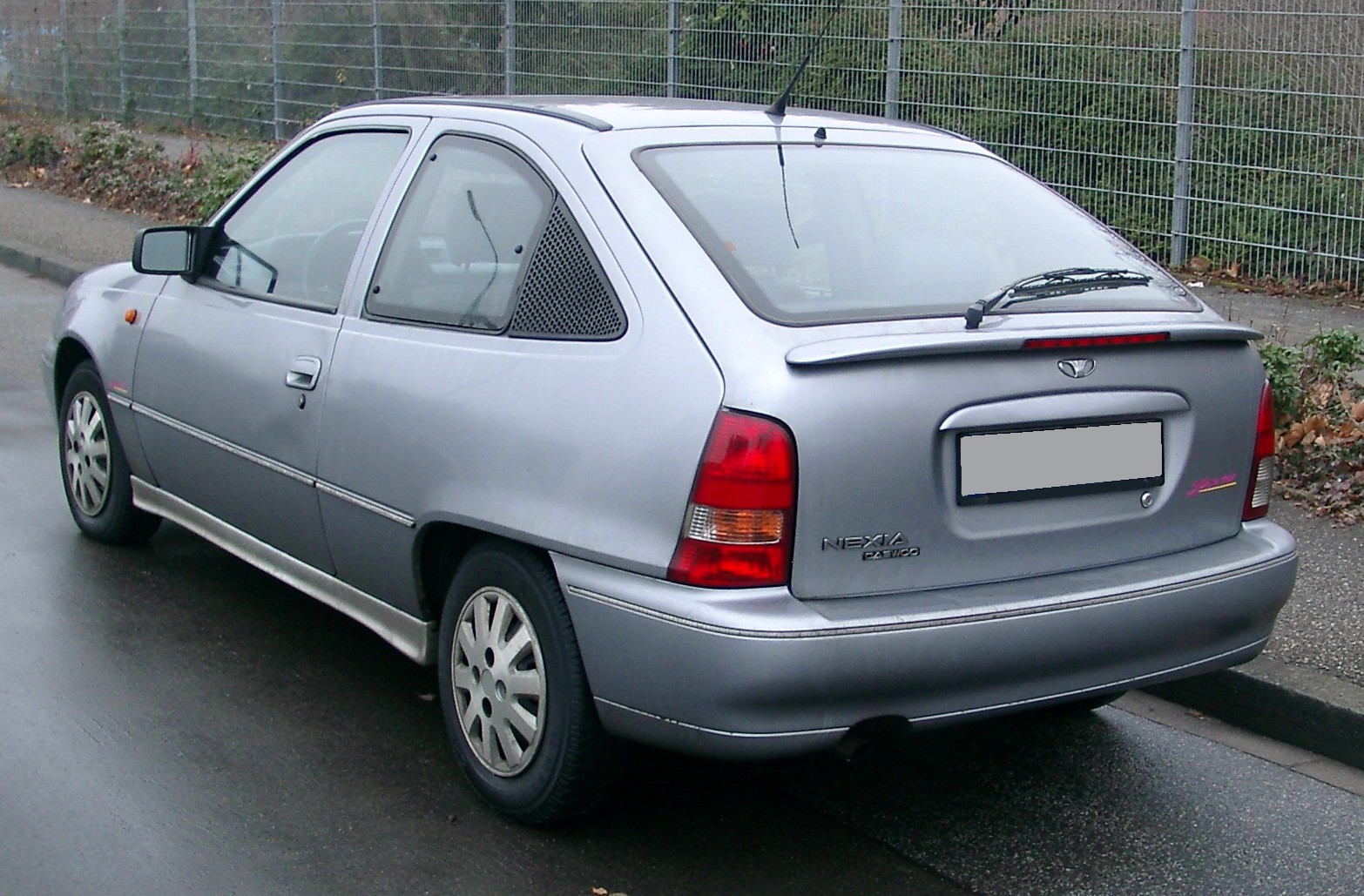
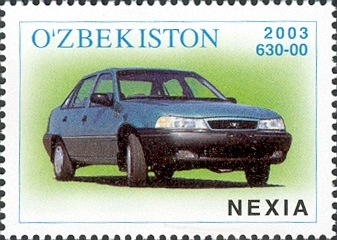
На почтовой марке Узбекистана